# Darzowice
Darzowice is een plaats in het Poolse district  Kamieński, woiwodschap West-Pommeren. De plaats maakt deel uit van de gemeente Wolin en telt 40 inwoners.